# سوزان اسپاک
سوزان اسپاک (به فرانسوی: Suzanne Spaak) زادهٔ ۶ ژوئیه ۱۹۰۵ در بروکسل زن عضو مقاومت فرانسه بوده‌است. او در ۱۲ اوت ۱۹۴۴، در ۳۹ سالگی در بازداشتگاه شهر فرن (ول-دو-مرن) و در حین اسارت درگذشت.
نام سوزان اسپاک به عنوان یکی از افراد واجد شرایط بر روی دیوار مربوط به این عنوان در ید وشم در اورشلیم حک شده است.